# Cotana variegata
Cotana variegata är en fjärilsart som beskrevs av Rothschild 1917. Cotana variegata ingår i släktet Cotana och familjen Eupterotidae. Inga underarter finns listade i Catalogue of Life.